# По (замък)
Вижте пояснителната страница за други значения на По.
Замъкът По (на фр. Château de Pau) се намира във френския град По, в департамента Пирене Атлантик. Построен е през Средновековието на върха на малък хълм първоначално като отбранително съоръжение, а след 1512 г., когато в него се премества кралският двор на Навара, обликът му е значително изменен и е превърнат в резиденция.
Замъкът е известен преди всичко като родното място на Анри IV. Днес в него са събрани голям брой произведения на изкуството, включително колекция от килими от 16-19 в., които напомнят за „добрия крал Анри“, както и множество негови изображения и скулптури.
По време на управлението на Луи-Филип замъкът е реставриран, но последният френски монарх така и не успява да го използва за резиденция, тъй като е принуден да напусне Франция и завършва живота си като изгнаник в Англия.
Днес замъкът е превърнат в Национален музей.